# Anthony Costly
Allan Anthony Costly (ur. 13 grudnia 1954 w Teli) – piłkarz, były reprezentant Hondurasu grający na pozycji obrońcy.
Wystąpił na Mundialu w Hiszpanii w 1982 roku. Po przegranym meczu z Jugosławią (0:1) Honduras odpadł z grupy, a Anthony Costly zadecydował, że nigdy więcej nie zagra w żadnym meczu, a nawet nie zasiądzie na trybunach. Grał w zespole Real España a w latach 1982–1983 w hiszpańskiej Máladze.